# Målarborstar
Målarborstar (Castilleja) är ett släkte av snyltrotsväxter. Målarborstar ingår i familjen snyltrotsväxter.

## Bildgalleri

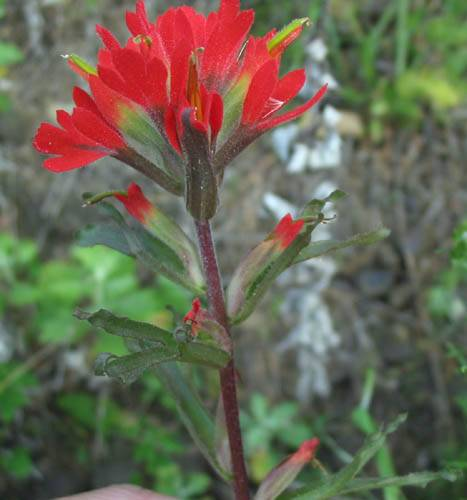
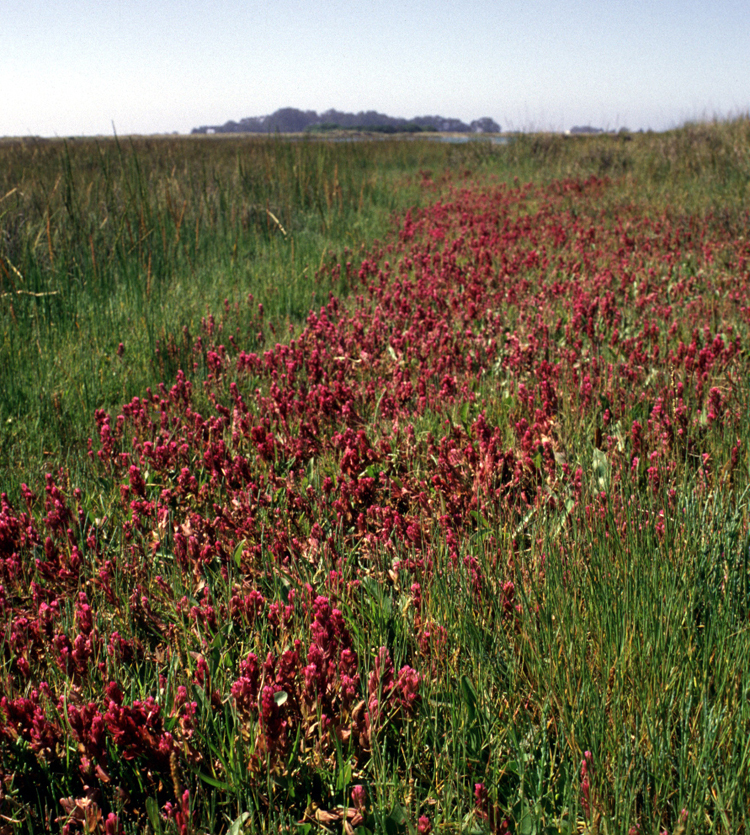
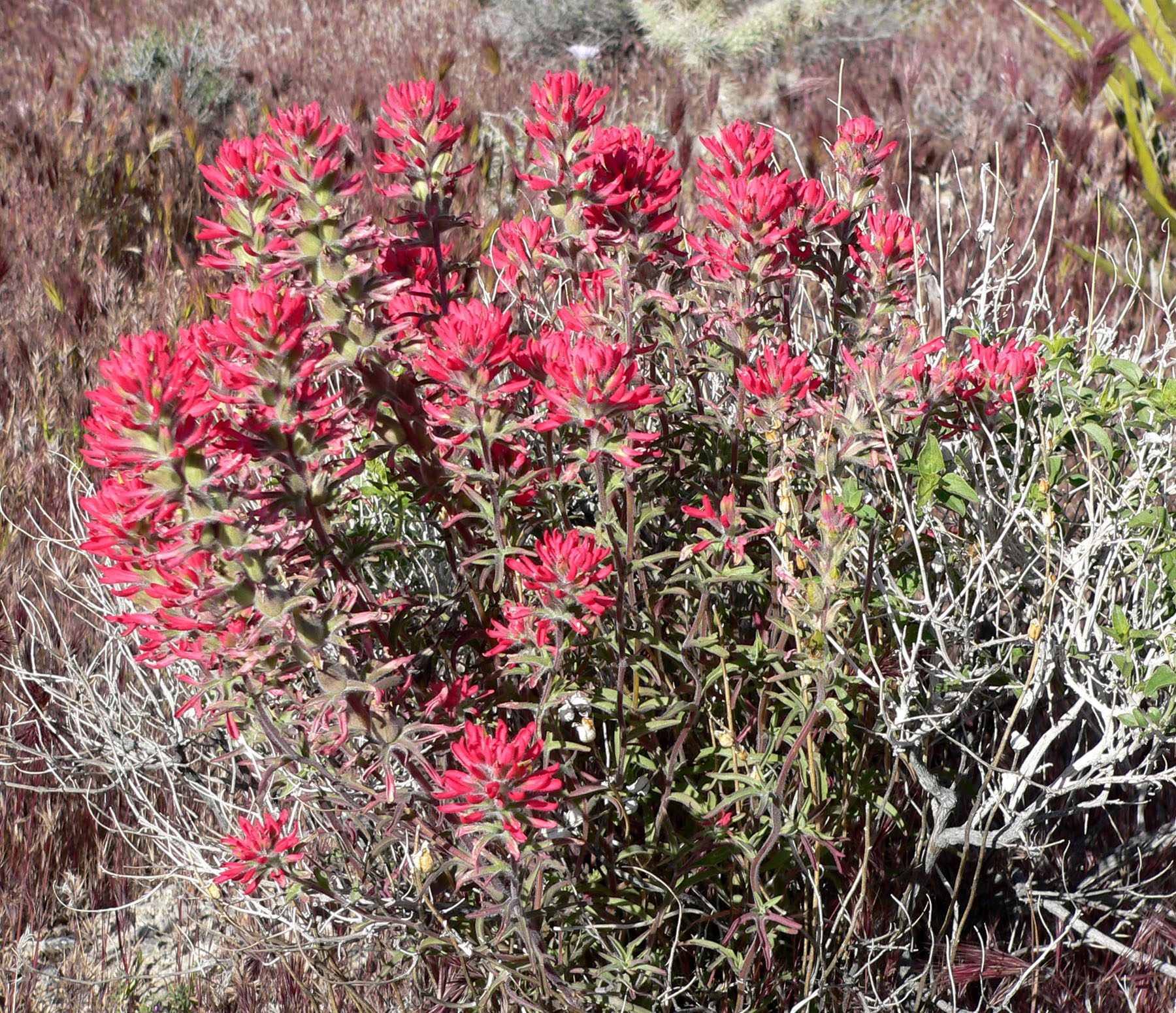
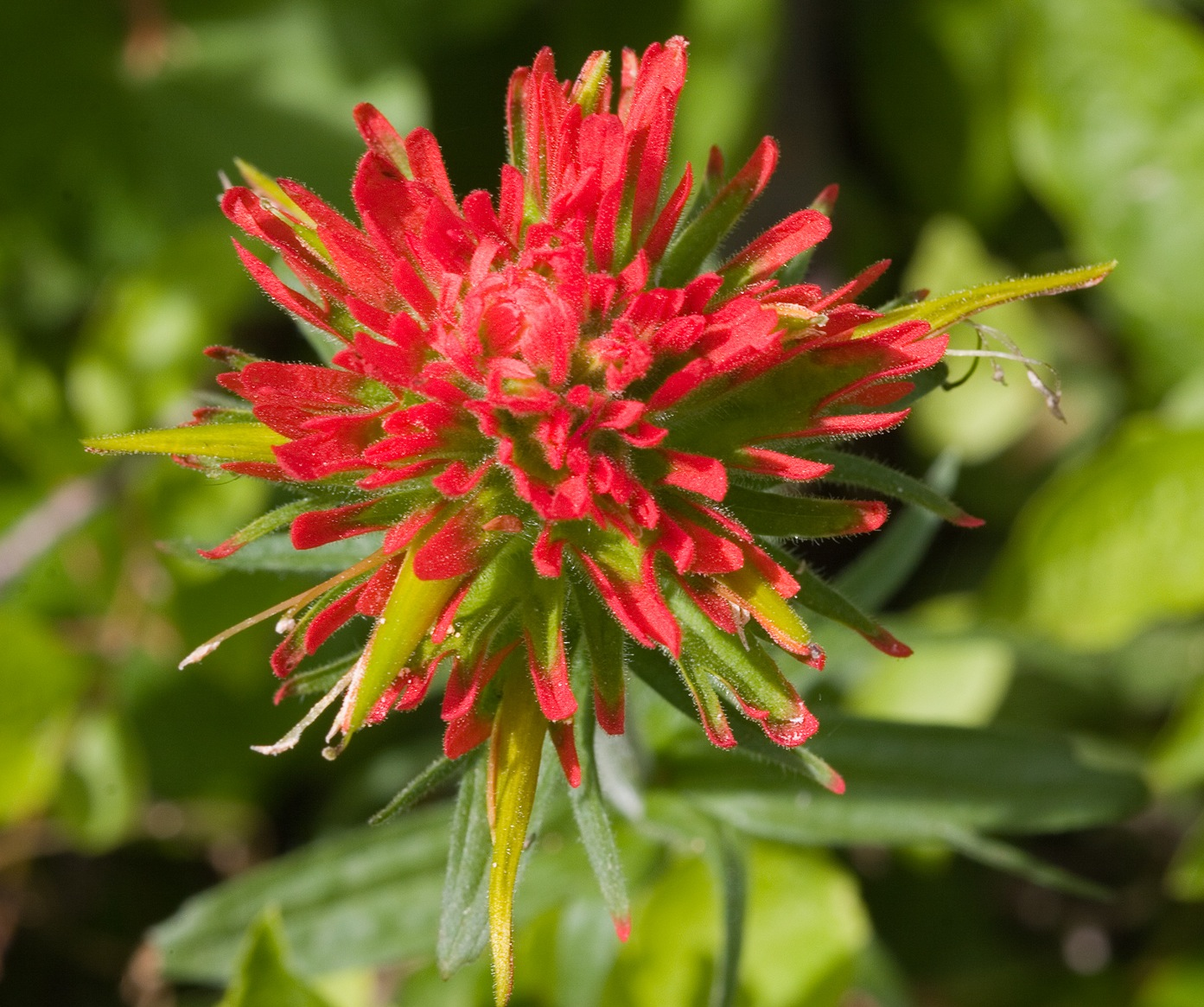
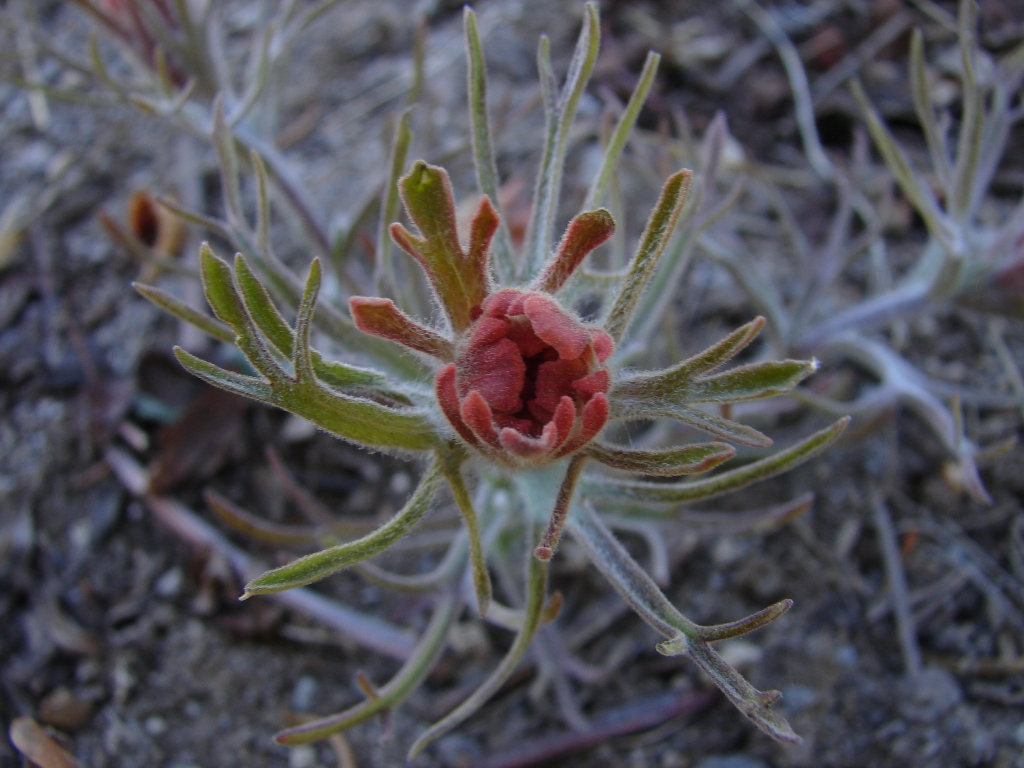
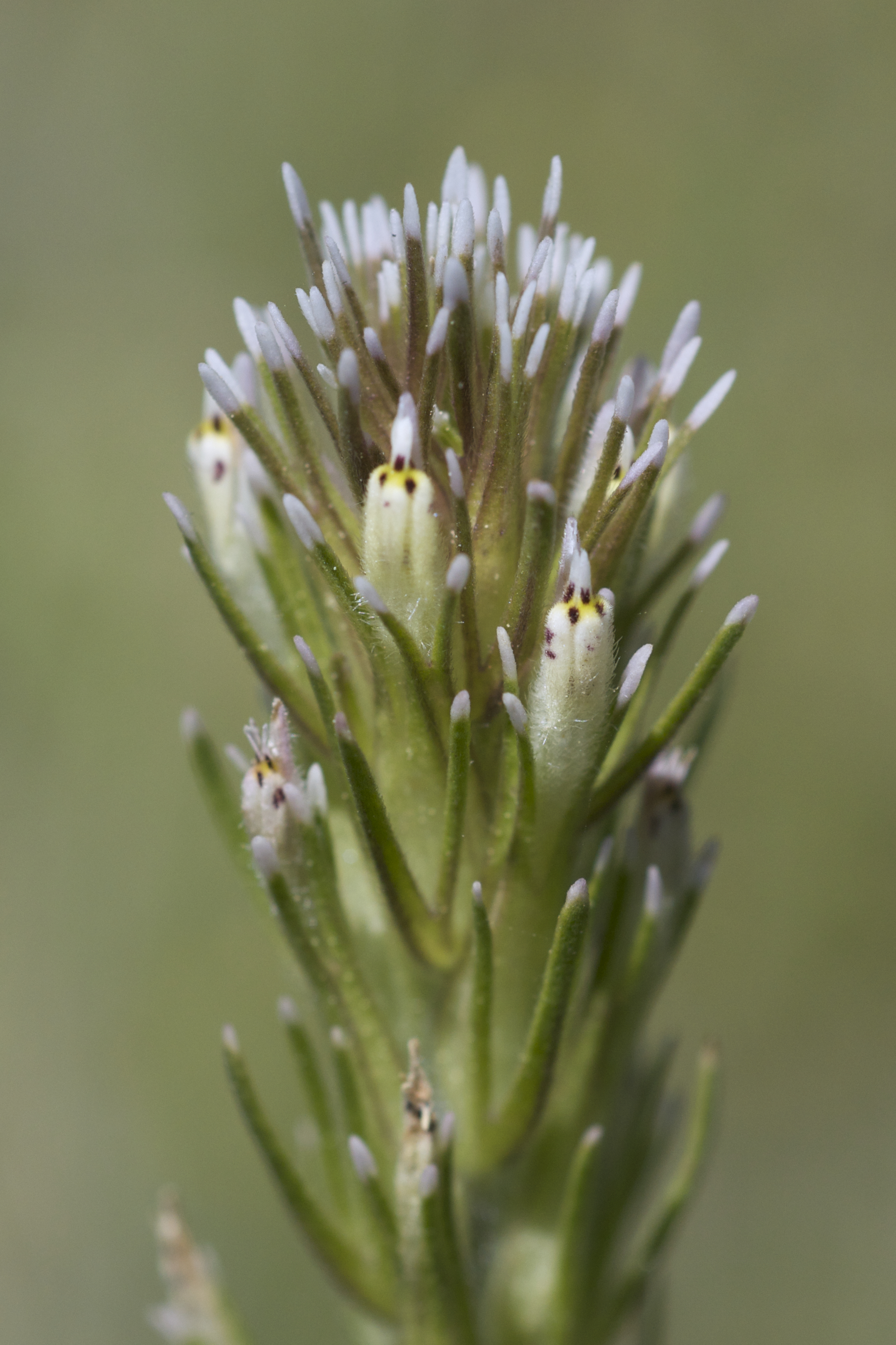

## Dottertaxa till Målarborstar, i alfabetisk ordning[1]
- Castilleja affinis
- Castilleja alpicola
- Castilleja ambigua
- Castilleja angustata
- Castilleja angustifolia
- Castilleja annua
- Castilleja applegatei
- Castilleja aquariensis
- Castilleja arachnoidea
- Castilleja arctica
- Castilleja aspera
- Castilleja attenuata
- Castilleja aurea
- Castilleja auriculata
- Castilleja austromontana
- Castilleja beldingii
- Castilleja bella
- Castilleja brevistyla
- Castilleja bryantii
- Castilleja campestris
- Castilleja caudata
- Castilleja cerroana
- Castilleja cervina
- Castilleja chambersii
- Castilleja chlorosceptron
- Castilleja chlorotica
- Castilleja christii
- Castilleja chrymactis
- Castilleja chrysantha
- Castilleja cinerea
- Castilleja citrina
- Castilleja coccinea
- Castilleja conzattii
- Castilleja covilleana
- Castilleja crista-galli
- Castilleja cryptandra
- Castilleja cryptantha
- Castilleja ctenodonta
- Castilleja cusickii
- Castilleja dendridion
- Castilleja densiflora
- Castilleja dissitiflora
- Castilleja durangensis
- Castilleja ecuadorensis
- Castilleja elegans
- Castilleja elmeri
- Castilleja exigua
- Castilleja exserta
- Castilleja falcata
- Castilleja filiflora
- Castilleja fissifolia
- Castilleja flava
- Castilleja foliolosa
- Castilleja fraterna
- Castilleja fruticosa
- Castilleja galehintoniae
- Castilleja genevievana
- Castilleja glandulifera
- Castilleja gonzaleziae
- Castilleja gracilis
- Castilleja grisea
- Castilleja guadalupensis
- Castilleja haydenii
- Castilleja hidalgensis
- Castilleja hirsuta
- Castilleja hispida
- Castilleja holmgrenii
- Castilleja hyetophila
- Castilleja hyperborea
- Castilleja indivisa
- Castilleja integra
- Castilleja integrifolia
- Castilleja irasuensis
- Castilleja jiquilpana
- Castilleja kaibabensis
- Castilleja kerryana
- Castilleja kraliana
- Castilleja lacera
- Castilleja laciniata
- Castilleja lanata
- Castilleja lasiorhyncha
- Castilleja latifolia
- Castilleja lebgueana
- Castilleja lemmonii
- Castilleja lentii
- Castilleja levisecta
- Castilleja linariifolia
- Castilleja lindheimeri
- Castilleja lineariloba
- Castilleja lineata
- Castilleja linifolia
- Castilleja lithospermoides
- Castilleja longiflora
- Castilleja lutescens
- Castilleja macrostigma
- Castilleja mcvaughii
- Castilleja mendocinensis
- Castilleja meridensis
- Castilleja mexicana
- Castilleja miniata
- Castilleja minor
- Castilleja mollis
- Castilleja montigena
- Castilleja moranensis
- Castilleja nana
- Castilleja nervata
- Castilleja nitricola
- Castilleja nivea
- Castilleja nivibractea
- Castilleja nubigena
- Castilleja occidentalis
- Castilleja olgae
- Castilleja ophiocephala
- Castilleja oresbia
- Castilleja organorum
- Castilleja ornata
- Castilleja ortegae
- Castilleja pallescens
- Castilleja pallida
- Castilleja palmeri
- Castilleja papilionacea
- Castilleja parviflora
- Castilleja parvula
- Castilleja patriotica
- Castilleja peckiana
- Castilleja pectinata
- Castilleja pediaca
- Castilleja perelegans
- Castilleja peruviana
- Castilleja pilosa
- Castilleja plagiotoma
- Castilleja porphyrosceptron
- Castilleja porterae
- Castilleja praeterita
- Castilleja pringlei
- Castilleja profunda
- Castilleja pruinosa
- Castilleja pseudohyperborea
- Castilleja pseudopallescens
- Castilleja pterocaulon
- Castilleja puberula
- Castilleja pulchella
- Castilleja pumila
- Castilleja purpurea
- Castilleja quiexobrensis
- Castilleja quirosii
- Castilleja racemosa
- Castilleja raupii
- Castilleja revealii
- Castilleja rhexifolia
- Castilleja rhizomata
- Castilleja rigida
- Castilleja roei
- Castilleja rubicundula
- Castilleja rubida
- Castilleja rubra
- Castilleja rupicola
- Castilleja salsuginosa
- Castilleja saltensis
- Castilleja scabrida
- Castilleja schaffneri
- Castilleja schizotricha
- Castilleja schrenkii
- Castilleja scorzonerifolia
- Castilleja sessiliflora
- Castilleja sphaerostigma
- Castilleja spiranthoides
- Castilleja stenophylla
- Castilleja steyermarkii
- Castilleja stipifolia
- Castilleja subalpina
- Castilleja subinclusa
- Castilleja suksdorfii
- Castilleja sulphurea
- Castilleja talamancensis
- Castilleja tapeinoclada
- Castilleja tayloriorum
- Castilleja tenella
- Castilleja tenuiflora
- Castilleja tenuifolia
- Castilleja tenuis
- Castilleja thompsonii
- Castilleja toluccensis
- Castilleja tomentosa
- Castilleja trujillensis
- Castilleja unalaschcensis
- Castilleja vadosa
- Castilleja wallowensis
- Castilleja variocolorata
- Castilleja venusta
- Castilleja victoriae
- Castilleja virgata
- Castilleja virgayoides
- Castilleja viscidula
- Castilleja wootonii
- Castilleja xanthotricha
- Castilleja zempoaltepetlensis